# FIFAクラブワールドカップ2013・決勝
FIFAクラブワールドカップ2013・決勝（FIFAクラブワールドカップ2013・けっしょう、英: 2013 FIFA Club World Cup Final）は、国際サッカー連盟（FIFA）により開催されたFIFAクラブワールドカップ2013の決勝戦である。
試合は2013年12月21日にモロッコ・マラケシュのスタッド・ド・マラケシュで開催され、UEFAチャンピオンズリーグ2012-13を優勝したヨーロッパ王者のバイエルン・ミュンヘン（ドイツ）と、開催国王者のラジャ・カサブランカの間で行われた。

## 決勝までの道のり

### バイエルン・ミュンヘン
バイエルン・ミュンヘンは、UEFAチャンピオンズリーグ 2012-13の決勝でボルシア・ドルトムントを2-1で下して優勝し、FIFAクラブワールドカップ2013の出場権を獲得した。FIFAクラブワールドカップ出場はこれが初めてだが、前身のインターコンチネンタルカップには1976年と2001年の2度出場し、いずれも優勝している。今大会では、準決勝で中国の広州恒大を3-0で破り決勝に進出している。

### ラジャ・カサブランカ
ラジャ・カサブランカは、ボトラ2012-13を優勝して開催国代表としての出場権を獲得した。FIFAクラブワールドカップ出場は、 2000年第1回大会以来の2回目である。また、開催国代表としての決勝に進出するのは 2000年のコリンチャンス以来の2チーム目であり、アフリカのチームとしても2010年のTPマゼンベに続く2チーム目のファイナリストだった。今大会では、プレーオフラウンドでニュージーランドのオークランド・シティ、準々決勝でメキシコのモンテレイ、準決勝でブラジルのアトレチコ・ミネイロを破り決勝に進んでいる。
| バイエルン・ミュンヘン                                            | チーム             | ラジャ・カサブランカ                                                             |
| ----------------------------------------------------------------- | ------------------ | -------------------------------------------------------------------------------- |
| UEFA                                                              | 所在大陸           | CAF                                                                              |
| UEFAチャンピオンズリーグ 2012-13優勝                              | 参加資格           | ボトラ2012-13優勝                                                                |
| -                                                                 | プレーオフラウンド | 2 - 1 オークランド・シティ （ ヤジュール 39', ハフィディ 90+2'）                 |
| -                                                                 | 準々決勝           | 2 - 1 (延長) モンテレイ （ シティビ 24', グエイ 95'）                            |
| 3 - 0 広州恒大 （リベリー 40', マンジュキッチ 44', ゲッツェ 47'） | 準決勝             | 3 - 1 アトレチコ・ミネイロ （ ヤジュール 51', ムトゥアリ 84'(PK), マビデ 90+4'） |

## 試合

### 概要
試合開始後7分、バイエルン・ミュンヘンはジェルダン・シャチリのコーナーキックをジェローム・ボアテングが頭で落とし、DFダンテが、ラジャ・カサブランカのゴールキーパーのカリド・アスクリをかわしてシュートを放ち得点を挙げた。22分、チアゴがダヴィド・アラバの左サイドからのパスを受け、ペナルティエリアの端から右足でシュートを放ち、バイエルンは2点目を奪った。バイエルンは後半の中盤に3点目を追加するチャンスがあったが、シャチリのシュートはクロスバーを直撃し、チアゴのリバウンドを拾ったシュートはゴールを大きく外れた。後半、ラジャ・カサブランカのビアンニー・マビデが放ったシュートはバイエルンのゴールキーパーマヌエル・ノイアーを襲ったがノイアーが防ぎ、リバウンドを拾ったキャプテンのムフシン・ムトゥアリがゴールエリアのすぐ外側からシュート放ったが、得点には至らなかった。

### 詳細
| 2013年12月21日 19:30 UTC±0 |

| バイエルン・ミュンヘン     | 2 - 0    | ラジャ・カサブランカ |
| ダンテ 7分 · ティアゴ 22分 | レポート |                      |

| スタッド・ド・マラケシュ（マラケシュ） 観客数: 37,774人 主審: サンドロ・リッシ |

| バイエルン・ミュンヘン | ラジャ・カサブランカ |

| GK                     | 1  | マヌエル・ノイアー               |  |      |
| RB                     | 13 | ラフィーニャ                     |  |      |
| CB                     | 17 | ジェローム・ボアテング           |  |      |
| CB                     | 4  | ダンテ                           |  |      |
| LB                     | 27 | ダヴィド・アラバ                 |  |      |
| DM                     | 21 | フィリップ・ラーム               |  |      |
| RM                     | 11 | ジェルダン・シャチリ             |  | 80分 |
| CM                     | 6  | ティアゴ・アルカンタラ           |  |      |
| CM                     | 39 | トニ・クロース                   |  | 60分 |
| LM                     | 7  | フランク・リベリー               |  |      |
| CF                     | 25 | トーマス・ミュラー               |  | 76分 |
| サブメンバー           |    |                                  |  |      |
| GK                     | 22 | トム・シュターケ                 |  |      |
| GK                     | 32 | ルーカス・レーダー               |  |      |
| DF                     | 5  | ダニエル・ファン・ブイテン       |  |      |
| DF                     | 15 | ヤン・キルヒホフ                 |  |      |
| DF                     | 26 | ディエゴ・コンテント             |  |      |
| MF                     | 8  | ハビ・マルティネス               |  | 60分 |
| MF                     | 19 | マリオ・ゲッツェ                 |  | 80分 |
| MF                     | 23 | ミッチェル・ヴァイザー           |  |      |
| MF                     | 34 | ピエール・エミール・ホイビュルク |  |      |
| MF                     | 37 | ユリアン・グリーン               |  |      |
| FW                     | 9  | マリオ・マンジュキッチ           |  | 76分 |
| FW                     | 14 | クラウディオ・ピサーロ           |  |      |
| 監督                   |    |                                  |  |      |
| ペップ・グアルディオラ |    |                                  |  |      |

| GK                     | 61 | カリド・アスクリ         |      |      |
| RB                     | 3  | ザカリア・エル・ハチミ   |      |      |
| CB                     | 27 | イスマイル・ベンラマレム |      |      |
| CB                     | 16 | モハメド・ウルハジ       | 55分 |      |
| LB                     | 21 | アディル・ケルシ         |      |      |
| CM                     | 99 | イサム・エラキ           |      |      |
| CM                     | 28 | クコ・グエイ             |      |      |
| RW                     | 8  | シェムセディン・シティビ |      | 50分 |
| AM                     | 5  | ムフシン・ムトゥアリ     |      |      |
| LW                     | 18 | アブデリラー・ハフィディ |      | 88分 |
| CF                     | 20 | ムフシン・ヤジュール     |      | 78分 |
| サブメンバー           |    |                          |      |      |
| GK                     | 1  | ヤシン・エル・ハド       |      |      |
| GK                     | 37 | ブラヒム・ザーリ         |      |      |
| DF                     | 4  | アーメド・ラフマニ       |      |      |
| DF                     | 17 | ラシド・スライマニ       | 79分 | 78分 |
| DF                     | 31 | イドリッサ・クリバリ     |      |      |
| MF                     | 7  | デオ・カンダ             |      |      |
| MF                     | 24 | ヴィアネイ・マビデ       |      | 50分 |
| MF                     | 26 | イスマイル・クシャム     |      |      |
| MF                     | 30 | レドゥアン・ダルドゥリ   |      |      |
| FW                     | 9  | アブデルマジド・ディン   |      |      |
| FW                     | 10 | バドゥル・カシャニ       |      | 88分 |
| FW                     | 25 | ヤシン・サルヒ           |      |      |
| 監督                   |    |                          |      |      |
| ファウジ・ベンザルティ |    |                          |      |      |